# Metura saundersis
Metura saundersis är en fjärilsart som beskrevs av John Obadiah Westwood 1854. Metura saundersis ingår i släktet Metura och familjen säckspinnare. Inga underarter finns listade i Catalogue of Life.